# Dalibor Veselý
 Dalibor Veselý (19. června 1934 Metylovice – 31. března 2015, Londýn) byl český architekt, historik umění a vysokoškolský pedagog.

## Život
Vystudoval architekturu na ČVUT a na Akademii výtvarných umění v Praze u Jaroslava Fragnera. Dále studoval historii umění na filosofické fakultě Univerzity Karlovy. Navštěvoval přednášky Jana Patočky. Ty v něm vyvolaly zájem o fenomenologii.
V šedesátých letech se přátelil s výtvarníky Janem Koblasou, Mikulášem Medekem a Alešem Veselým.
V roce 1968 emigroval do Velké Británie. Krátce pracoval v ateliéru Jamese Stirlinga.
Setkal se s filosofy Paulem Ricoeurem a Hansem-Georgem Gadamerem a byl ovlivněn jejich hermeneutikou.
Vyučoval na Architectural Association School of Architecture v Londýně, na Universitě v Essexu a nakonec na architektonickém oddělení fakulty architektury a dějin umění Univerzity v Cambridgi.
Mezi jeho žáky patřili například Daniel Libeskind, Eric Parry, Alberto Pérez-Gómez, Mohsen Mostafavi či David Leatherbarrow.

### Ocenění
- 2005 CICA Bruno Zevi Book Award
- 2005 RIBA Book Award for the Best Architectural Publication of the Year
- 2006 Cena Annie Spink za zásluhy o architektonické školství (Annie Spink Award for Excellence in Architectural Education), RIBA, [1]
- 2015 čestný člen RIBA

## Spisy
- VESELÝ, Dalibor. Architektura ve věku rozdělené reprezentace : problém tvořivosti ve stínu produkce. Překlad Petr Kratochvíl. Praha: Academia, 2008. 348 s. Dostupné online. ISBN 978-80-200-1647-8.
- In: Tomáš Vlček. Sloup - váza - obelisk. Jinocany : Praha: H+H Vysehradska : Národní galerie, 2005. ISBN 80-7319-033-8, ISBN 80-7035-285-X.
- RAGON, Michel. Kde budeme žít zítra (Où vivrons-nous demain). Praha: Mladá fronta, 1967. 170 s. Kapitola Doslov.
- JELÍNEK, Jaroslav. Burgen und Schlosser in der Tschechoslowakei : Auswahl der Photographien von Josef Ehm. Ilustrace Josef Ehm. Praha: Artia, 1962. Kapitola Dalibor Veselý: úvod. (německy)

### Jiné texty
- Obsah, jeho učení a význam v nefigurativním umění, Výstava D, 1964 (kat. zakázán, přetištěno v: Nešlehová M, Poselství jiného výrazu, Praha 1997, s. 261-263)
- Konfrontace III, Alšova síň Umělecké besedy Praha 1965